# Centro Hospitalar do Sistema Penitenciário

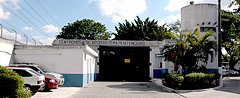
Centro Hospitalar do Sistema Penitenciário.

O Centro Hospitalar do Sistema Penitenciário é um hospital administrado pela Fundação do ABC e está localizado Rua Dom José Maurício, n.º 15 no bairro do Carandiru - São Paulo/SP.
Atender a demanda por serviços de saúde existente nas Secretarias de Administração Penitenciária e a de Segurança Pública propondo a ser um referencial de excelência para a saúde do sistema prisional do Estado, oferecendo assistência hospitalar e ambulatorial humanizada aos pacientes do sistema prisional. Para atender esta missão  desenvolve trabalho que possibilita também, a prevenção e diagnóstico de agravos à saúde, garantindo a sensibilidade e o uso racional de recursos públicos.
- Texto autorizado extraído do Portal institucional - Site oficial da Santa Casa de São Paulo. Social Media - Assessoria de Comunicação e Marketing - Santa Casa de São Paulo.

## Demais Unidades de Atendimento e Ensino da Santa Casa de São Paulo
.Unidades hospitalares

.Centro de Ambulatórios

.Policlínicas

.Pronto-socorros

.U.B.S. da Microrregião

.Unidades de Ensino